# Мурмастиене
Му́рмастиене (латыш. Murmastiene) — населённый пункт в Вараклянском крае Латвии. Административный центр Мурмастиенской волости. Находится у региональной автодороги P84 (Мадона — Варакляны). Расстояние до города Варакляны составляет примерно 17,4 км, до города Мадона — около 36 км. По данным на 2017 год, в населённом пункте проживало 270 человек.

## История
В советское время населённый пункт был центром Мурмастиенского сельсовета Мадонского района. В селе располагалась центральная усадьба совхоза «Варакляны».